# Sarran

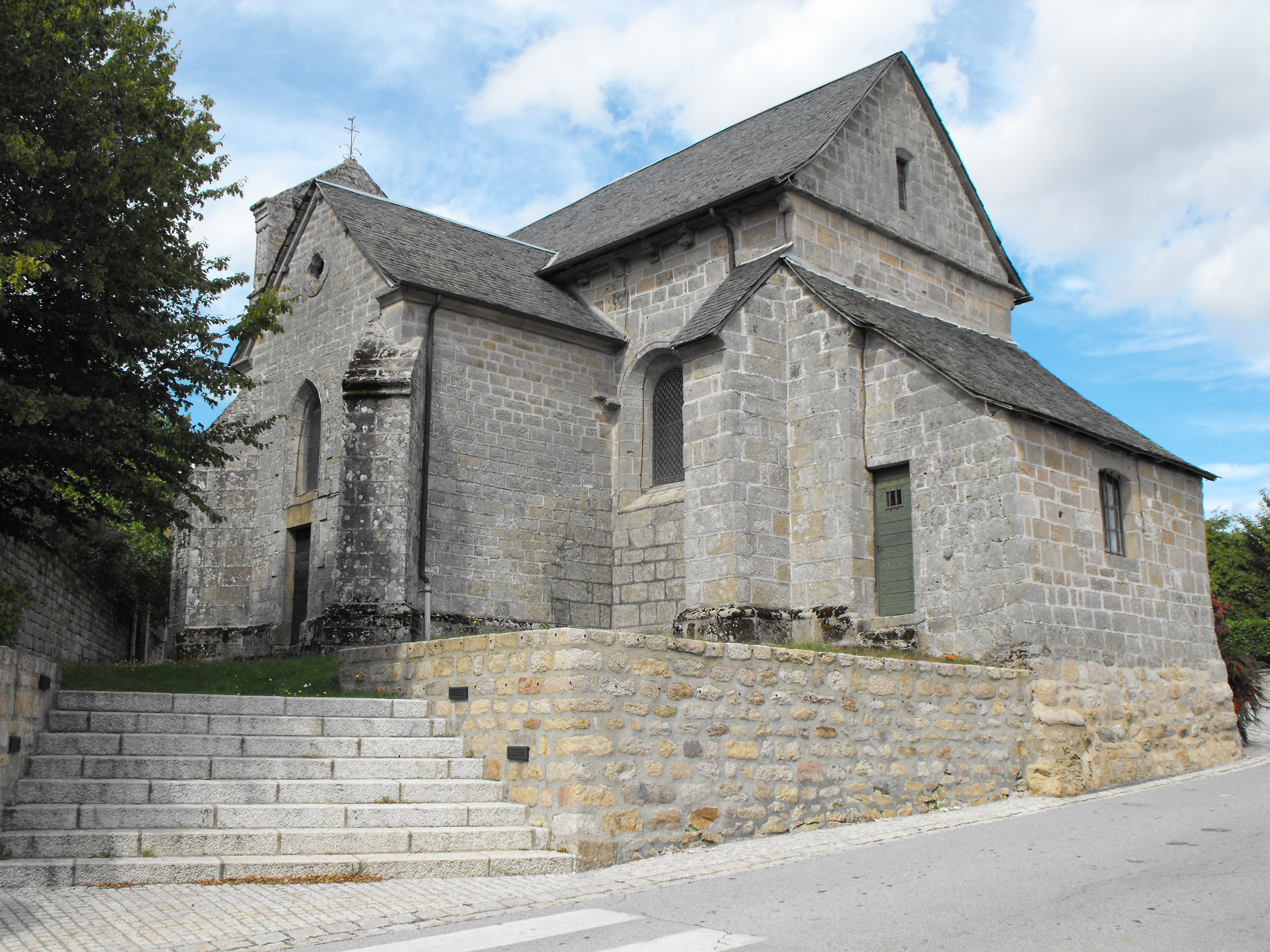
Kościół w Sarran, 2010

Sarran – miejscowość i gmina we Francji, w regionie Nowa Akwitania, w departamencie Corrèze.
Według danych na rok 1990 gminę zamieszkiwało 275 osób, a gęstość zaludnienia wynosiła 11 osób/km² (wśród 747 gmin Limousin Sarran plasuje się na 373. miejscu pod względem liczby ludności, natomiast pod względem powierzchni na miejscu 240.).